# Ivan Bertoncelj (pedagog)
Ivan Bertoncelj - Janoš, slovenski pedagoški delavec, * 7. april 1914, Ljubljana, † 8. avgust 1974, Ljubljana.

## Življenje in delo
Iz pedagogike je diplomiral 1952 na ljubljanski Filozofski fakulteti. Med narodnoosvobodilno borbo je bil šolski nadzornik za Gorenjsko, organiziral je pedagoške tečaje za učitelje ter pripravil učbenike in pedagoške priročnike za partizanske šole. Po koncu vojne je bil pomočnik ministra za prosveto, delal v strokovnih organih za šolstvo Ljudske republike Slovenije, bil profesor in direktor Visoke šole za organizacijo dela v Kranju, v letih 1969−1973 pa pri Skladu Združenih narodov za otroke v Ženevi in Etiopiji izvedenec za vprašanja poklicnega izobraževanja odraslih. Napisal je številna dela s področja strokovnega šolstva, poklicnega usmerjanja, organizacije dela in varstva pri delu. Prejel je Žagarjevo nagrado.